# NGC 5492
NGC 5492 (również PGC 50613 lub UGC 9065) – galaktyka spiralna (Sb/P), znajdująca się w gwiazdozbiorze Wolarza. Odkrył ją William Herschel 20 kwietnia 1792 roku.